# Regions i Pobles Solidaris
Regions i pobles solidaris (RPS) és una federació de partits polítics regionalistes i autonomistes de l'estat francès. El seu president és Gustave Alirol.

## Història
El juny de 1994, partits regionalistes alsacians, bascs, bretons, català, corsos, occitans i savoians van presentar una llista comuna per a les eleccions europees. Amb el nom de "Regions i pobles solidaris", estava dirigit per Max Simeoni i també aplegava algunes personalitats de la societat civil, entre les quals el cantant Renaud, que compartien simpaties pel regionalisme. La llista va obtenir 76.436 vots (el 0,39% dels vots emesos). El novembre de 1994, aquests partits, reunits a Ais de Provença, van decidir continuar la dinàmica d'aquesta llista creant un moviment polític anomenat Regions i Pobles Solidaris. El Congrés Constitutiu es va celebrar el novembre de 1995, a Rennes.

## Reivindicacions
En el seu congrés celebrat a Brignogan-Plage (Bretanya) el 25 d'agost de 2005 adoptaren les següents proposicions:
- Ratificació per part de l'estat francès de la Carta Europea de les Llengües Regionals o Minoritàries, modificació de l'article 2 de la constitució francesa i oficialització de totes les llengües parlades a França.
- Creació de regions amb un estatut específic a  Savoia, País Basc Nord i Catalunya Nord, creació d'un àmbit administratiu a Bretanya incloent el departament del Loira Atlàntic i la creació d'una inter-regió occitana.
- Establiment d'una república federal a França.
- Reglament polític i mesa per tractar les reivindicacions autonomistes.
- Apropament dels presos corsos, bascos, bretons i occitans.

## Partits membres
- A Occitània, el Partit Occitan.
- Al País Basc Nord: el Partit Nacionalista Basc, Eusko Alkartasuna, Abertzaleen Batasuna i Euskal Herria Bai.
- A la Catalunya del Nord: Esquerra Republicana de Catalunya, Unitat Catalana i Sí al País Català.
- A la Bretanya: Unió Democràtica Bretona.
- A  Savoia, el Moviment Regió Savoia.
- A Còrsega, el Partit de la Nació Corsa i Femu a Corsica
- A Alsàcia, la Unser Land.
- A la Mosel·la, Le Parti des Mosellans.

## Antics membres
- A la Catalunya del Nord: Convergència Democràtica de Catalunya
- A Alsàcia, la Unió del Poble Alsacià va desaparèixer l'any 2009 per fusionar-se amb Fer's Elsass donant lloc a Unser Land.
- Al Franc Comtat, el Reagrupament del Poble Franc-Comtès (RPFC) fou membre de 1994 a 1999.
- La Lliga Savoiana, qui tenia estatut d'observador, en fou exclòs arran d'unes declaracions islamòfobes del seu fundador.
- Frankiz Breizh desaparegué el 2008. La major part dels membres s'integraren en l'UDB